# Radio Freedom (ANC)
Radio Freedom (deutsch: Radio Freiheit, evtl. Radio Unabhängigkeit) war ein politischer Hörfunksender des African National Congress mit Sendestandorten in verschiedenen afrikanischen Staaten, der zwischen 1963 und 1991 aktiv war. Er zählt zur Gruppe der Clandestine-Radios. Der vollständige Name des Senders war Radio Freedom. Voice of the African National Congress and Umkhonto We Sizwe, the People’s Army.

## Geschichte

### Frühe Versuche zur Entwicklung eines ANC-Hörfunks
Der Betrieb eines Hörfunksenders wurde nach dem Verbot des ANC und des PAC von einer kleinen Sendestation im Umfeld von Johannesburg aufgenommen. Das Programm begann im Juni 1963 mit einer Ansprache von Walter Sisulu. Im Verlauf der Verhaftung wichtiger Repräsentanten des ANC und MK am 11. Juli 1963 auf der Liliesleaf Farm in Rivonia wurde auch die Sendeanlage beschlagnahmt. Erst sechs Jahre nach diesem Ereignis konnte ein kontinuierlicher Hörfunkbetrieb wieder aufgenommen werden, dann aber nur vom Ausland aus.
Als ANC broadcast bezeichnete der African National Congress mobile Aktionen in bevölkerungsreichen Ballungsgebieten mit Lautsprecherfahrzeugen. Die Sympathisanten wurden zuvor zu einer bestimmten Zeit an einen benannten Ort gerufen, um dort den Versammelten über Audioaufzeichnungen politische Informationen zu übermitteln. Eine solche Aktion fand beispielsweise am 26. Juni 1968 in Johannesburg zwischen 17 und 18 Uhr unweit von Hauptbahnhof Park Station statt, am damaligen Freedom Day.

### Rundfunk als ein Faktor im Prozess der Dekolonialisierung
Am 25. Juni 1962 startete die Tanganyika Broadcasting Corporation, wo im selben Jahr Julius Nyerere zum Staatspräsidenten der am 9. Juni gegründeten Republik Tanganjika gewählt worden war. Das Rundfunkunternehmen verstand sich als medialer Wegbereiter afrikanischer Befreiungsbewegungen. Es richtete seine Sendeprogramme auch an Hörer in Territorien der heutigen Staaten Malawi, Sambia und Simbabwe. In den frühen 1960er Jahren gewährte der Sender Programmzeiten für die UNIP von Kenneth Kaunda.
Der südafrikanische Minister of Posts and Telegraphs beklagte am 23. August 1966, dass Übertragungen von Radio Tanzania aus Daressalam Interferenzstörungen bei Hörfunksendern in Südafrika erzeugen würden.
Mit der 1968 vollzogenen Gründung des Auslandsdienstes von Radio Tanzania nahm mit dessen Hilfe die Verbreitung politischer Programme im Prozess der Dekolonialisierung Afrikas auf dem Wege des Hörfunks eine breite Entwicklung. Acht Gruppierungen nutzten in der Folge die sich damit ergebenen Informationsmöglichkeiten. Das waren die Organisationen ANC, PAC, SWAPO, ZANU, ZAPU, MPLA, FRELIMO, MOLINACO, UNLF und FROLIZI.

### Entwicklung eines ständigen Hörfunkprogramms des ANC
Im Jahr 1969 ersuchte die ANC-Führung bei der Regierung von Tansania um Sendezeit im Programm von Radio Tanzania. Das Ansinnen wurde mit einer täglichen Sendezeit von 15 Minuten positiv beschieden.
Drei Jahre später, im Jahr 1972, wurden auf Initiative von Duma Nokwe, dem ANC-Generalsekretär, bei Radio Zambia 45 Minuten Sendezeit im Kurzwellenbereich eingeräumt. Diesem Beispiel folgten andere afrikanische Hörfunksender, so 1977 Radio Luanda, 1979 Radio Madagascar und 1981 Radio Ethiopia. Radio Zimbabwe gewährte ab 1981 auch Sendezeit. Die Reaktion des Apartheidregimes aus Südafrika auf diese Hörfunkinitiative erfolgte in Form von sogenannten Stammes-Radios auf unteren UKW-Frequenzen. Man beabsichtigte damit die Abschottung der hiesigen nichtweißen Bevölkerung vor den Einflüssen des ANC auf den von ihm genutzten Frequenzbereichen der Kurzwelle. Der damalige Minister of Posts und Telegraphs, Albert Hertzog, begründete das Vorgehen der Regierung nach dem vermeintlichen Vorbild des Volksempfängers aus Nazideutschland.
Mit der Entwicklung von Radio Freedom entstand die Notwendigkeit des Unterhalts von eigenen Tonstudios. Das erforderte Ausbildungsmöglichkeiten für die künftigen Radiomacher und die Anschaffung von Aufnahme- und Sendetechnik. Als 1976 weitere drei Stationen eröffnet wurden, entwickelte sich der Bedarf an Hörfunkfachleuten für Radio Freedom zu einem akuten Problem. Das in Angola errichtete ANC-Camp Novo Catengue erfüllte Aufgaben im militärischen Bereich und bot politische Ausbildungskurse an. Dort gab es Lehrgänge für die Medienarbeit. 1979 zerstörte ein Angriff der South African Air Force im Angolanischen Bürgerkrieg das Lager.
Ein an der Universität Kapstadt tätiger Professor wählte Personen aus, die er für die Ausbildung zu Sprechern als geeignet empfand. Diese besuchten Kurse im angolanischen Novo Catengue. Einige von ihnen absolvierten weitere Schulungen an der Internationalen Lenin-Schule in Moskau. Das Niveau der Ausbildung an diesem Ort fand unter den Teilnehmern eine differenzierte Akzeptanz. Aus diesem Personenkreis stammten jene Hörfunkmitarbeiter, die 1977 in Luanda, der Hauptstadt Angolas, eine Sendestation von Radio Freedom eröffneten. Das Problem mit der Ausbildung bestand über viele Jahre. Spätere Mitarbeiter studierten an der Polytechnischen Schule von Harare, ferner an Einrichtungen in Ghana, den Niederlanden, in Sambia und Tansania, aber auch in der DDR, Kuba, Rumänien und der Sowjetunion. Es gab Praktika bei Sendern in der DDR und Sowjetunion.
In den Niederlanden fanden sich seit 1982 Sympathisanten des ANC-Senders, die als Omroep Voor Radio Freedom Bekanntheit erlangten und mit deren Hilfe Geldmittel für diese Aufgabe unter Hörfunkakteuren gesammelt wurden.

## Die Programmgestaltung und auftretende Schwierigkeiten
Das tägliche Rundfunkprogramm bestand aus Nachrichten, Kommentaren und Musik. Typisch waren Sendungen mit einer Dauer von 30 Minuten, in denen 10 Minuten für Nachrichten und Kurzkommentare zu aktuellen Ereignissen eingebaut waren. Radio Freedom verfügte über keine offiziellen Korrespondenten in Südafrika oder anderen Staaten. Zur Informationsbeschaffung war man auf Gesprächspartner im Exil oder verdeckten Korrespondenten angewiesen. Aus diesen Gründen konnten manche Meldungen bis zu drei Wochen alt sein. Die Redaktionsarbeit war stark von den Nachrichten der BBC oder aus südafrikanischen Zeitungen abhängig. Vereinzelte Personen beschafften als Grenzgänger Informationen aus den jeweiligen Nachbarländern. Die Programmgestaltung wurde zusätzlich erschwert, weil der Sender kaum Kontakte mit hohen Repräsentanten des ANC pflegen konnte. Für die Berichterstattung über offizielle ANC-Positionen war man deshalb auf Meldungen der BBC angewiesen.
In südafrikanischen Townshipsiedlungen gab es Gruppen von ANC-Unterstützern, die sich um die Bekanntmachung des Programms von Radio Freedom unter den Einwohnern bemühten. Die tatsächliche Wirkung des Senders darf trotzdem nicht überbewertet werden. Er leistete jedoch einen Beitrag zur Politisierung mancher Hörer und zur Aufrechterhaltung informeller Kontakte zwischen der Exilleitung des ANC und seinen Unterstützern in Südafrika. Der Sender verbreitete in Südafrika Lieder der Befreiungsbewegung, die in MK-Lagern entstanden sein sollen.
Eines der größten Akzeptanzprobleme innerhalb der täglichen Arbeit von Radio Freedom bestand im Mangel an Kontakten zu seinen Hörern. Der mit dem Programmpunkt Hörerbriefe befasste Redakteur in Lusaka berichtete, dass in manchen Monaten zwei oder drei Briefe sein Büro erreichten. Der Stationsleiter von Radio Freedom auf Madagaskar meinte hierzu, dass die Hörer besorgt waren, ihre Briefe könnten von der südafrikanischen Regierung abgefangen werden.

## Medienhistorische Parallelereignisse
Der mediale Auftritt des ANC mit einem Hörfunksender stand in einem nahen zeitlichen Zusammenhang mit der Errichtung eines staatlichen Senders für die nichtweiße Bevölkerung in Südafrika. Die Einführung von Sendefrequenzen im VHF/FM-System zu Beginn der 1960er Jahre ermöglichte der South African Broadcasting Corporation (SABC) eine selektive Ausweitung ihrer Aktivitäten. Anfang des Jahres 1962 nahm der Sender Radio Bantu in vier afrikanische Sprachen seinen Betrieb auf. Zu Beginn gab es täglich 16 Sendestunden in isiZulu und Südsotho sowie 9 Sendestunden in Nord-Sotho und Setswana.
Die Einrichtung eines Bantu-Hörfunkprogramms wurde im Jahre 1960 auf der Basis des Broadcasting Amendment Act eingeleitet.

## Sendestationen, Frequenzen und Programmzeiten
nach

### Radio Luanda
Der Sender aus Luanda in Angola war zu hören auf:
- Kurzwelle: im 30 und 40 Meterband
- Mittelwelle: 27,6 Meterband

ab 19.30 Uhr täglich

### Radio Lusaka
Der Sender aus Lusaka in Sambia war zu hören auf:
- Kurzwelle: im 31 Meterband, auf 9.580 kHz

19.15 bis 20.00 Uhr Montag bis Freitag
22.05 bis 22.35 Uhr Mittwoch
22.30 bis 23.00 Uhr Freitag
19.00 bis 20.00 Uhr Sonnabend
20.00 bis 20.45 Uhr Sonnabend, auf 17.895 kHz

### Radio Madagascar
Der Sender aus Madagaskar war zu hören auf:
- Kurzwelle: im 49 Meterband. auf 6.135 kHz

21.30 bis 22.00 Uhr täglich

### Radio Ethiopia
Der Sender aus Äthiopien war zu hören auf:
- Kurzwelle: im 31 Meterband. auf 9.545 kHz

21.30 bis 22.00 Uhr täglich

### Radio Tanzania
Der Sender aus Tansania war zu hören auf:
- Kurzwelle: im 19 Meterband. auf 15.435 kHz

Sonntag, Montag, Mittwoch und Freitag
ab 20.15 Uhr
- Kurzwelle: im 31 Meterband

Dienstag, Donnerstag, Sonnabend
ab 6.15 Uhr

## Mitarbeiter
- Sam Makhudu Gulube arbeitete zwischen 1978 und 1979 für Radio Freedom im ANC-Hauptquartier in Lusaka.[15]
- Pallo Jordan war seit 1977 Direktor von Radio Freedom.[16]
- Lindiwe Mabuza, Rundfunkjournalistin von 1977 bis 1979 in Lusaka, wo sie im selben Zeitraum die Vorsitzende des Cultural Committee im ANC war.[17]
- Baleka Mbete war von 1977 bis 1981 innerhalb des ANC Department of Information and Publicity bei Radio Freedom in Daressalam tätig.[18]
- Joel Netshitenzhe, als ehemaliger stellvertretender Leiter vom ANC-Department of Information and Publicity war er im Exil auch für Radio Freedom tätig.[19]
- Thami Nteteni war bis 1991 als Direktor von Radio Freedom tätig.[2]
- Jeff Radebe war nach 1977 für zwei Jahre als Journalist bei Radio Freedom in Daressalam tätig.[20]

## Ehrungen
Das Denkmal Banner of Hope im Johannesburger Stadtteil Newtown, nach einem Entwurf des niederländischen Antiapartheidsaktivisten Truus Menger geschaffen, erinnert an die Arbeit des Senders. Es ist ein Geschenk von niederländischen Spendern und wurde am 22. September 1995 für das Radio Freedom Institute of Broadcast Journalism (deutsch: Radio-Freedom-Institut für Radiojournalismus) enthüllt.

## Kritik
Im Abschlussbericht der südafrikanischen Wahrheits- und Versöhnungskommission (TRC) wird ein Dokument der ehemaligen Streitkräfte erwähnt, wonach die Wirkung des Senders als besonders gefährlich eingeschätzt wurde. Demnach sollen durch die als Aufruf zu einem Klima von Hass und Gewalt (SADF-Monitoring: „...communicate a message of intense hatred and the instigation of a climate of violence...“) empfundene Radioarbeit 13.540 Mitarbeiter der früheren Sicherheitskräfte zwischen 1984 und 1990 attackiert worden sein. Diese Wirkung wurde einer journalistischen Argumentation zugeschrieben, die am 4. April 1990 von Radio Freedom auf Radio Angola wie folgt gesendet worden sein soll: „If you do not throw your weapons into the sea, then use them against the racist army and police, who are upholding the inhuman system.“ (deutsch etwa: Wenn sie nicht ihre Waffen ins Meer werfen, dann werden sie sich gegen die rassistische Armee und Polizei richten, welche das inhumane System aufrechterhalten.). Von der TRC wurde eingeschätzt, dass der Sender zwar am Klima der Gewalt beteiligt war, aber ein direkter Zusammenhang zwischen der Senderaktivität und der großen Zahl im SADF-Bericht aufgeführten Menschenrechtsverletzungen nicht hergestellt werden könne.
Das Unzufriedenheit mit der Berichterstattung durch die staatliche südafrikanische Rundfunkinstitution SABC führte am 25. August 1990 zu einer Demonstration vor dem Hauptsitz der Anstalt in Johannesburg. Sie ist als March on the SABC (deutsch: Marsch zur SABC) bekannt geworden. Es wurde dabei die Demokratisierung des staatlichen Fernsehens und des Hörfunks gefordert. Die Demonstration war ein Teil der Campaign for Open Media, an deren Spitze der ehemalige Chefredakteur von Rand Daily Mail, Raymond Louw, stand.

## Musikalische Rezeption
Der Hit 3 a. m. eternal der britischen Gruppe KLF verwendete in seinem Ramp einen Teil des Sender-Jingle, in dem die Ansage „This is Radio Freedom …“ mit nachfolgend eingespieltem Maschinengewehrfeuer musikalisch verarbeitet wurde.
Im Original, also bei Radio Freedom, begannen die Sendungen tatsächlich mit einer Sequenz Maschinengewehrfeuer. Auf diese Weise wollte sich der ANC bewusst im harten Kontrast zum Radio South Africa-Liedchen in Afrikaans, Ver in die wêreld, Kittie, vom südafrikanischen Staatshörfunk abheben.

## Sender mit ähnlichem Namen
Es gab in Südafrika andere Sender, die ihres Namens wegen mit Radio Freedom verwechselt werden könnten:
- Freedom Radio, 1942 von englischsprachigen Mitarbeitern der SABC
- Freedom Radio, 1956 aus Natal sendend, von Mitgliedern der Federal Party unterstützt
- Radio Vryheid, ein Sender zur Propagierung rechtsgerichteter Burenpolitik
- Radio Freedom, nicht mehr erreichbares Internetmedium mit ehemaligem Sitz in Sandton.[30]